# Tagebau Berrenrath
Der Tagebau Berrenrath (auch Grube Berrenrath, seltener auch Tagebau Türnich genannt) ist ein ehemaliger Braunkohle-Tagebau in der Ville zwischen Hürth und Kerpen-Türnich im Rheinischen Revier.
Benannt ist der Tagebau nach dem Hürther Stadtteil Berrenrath.

## Geschichte

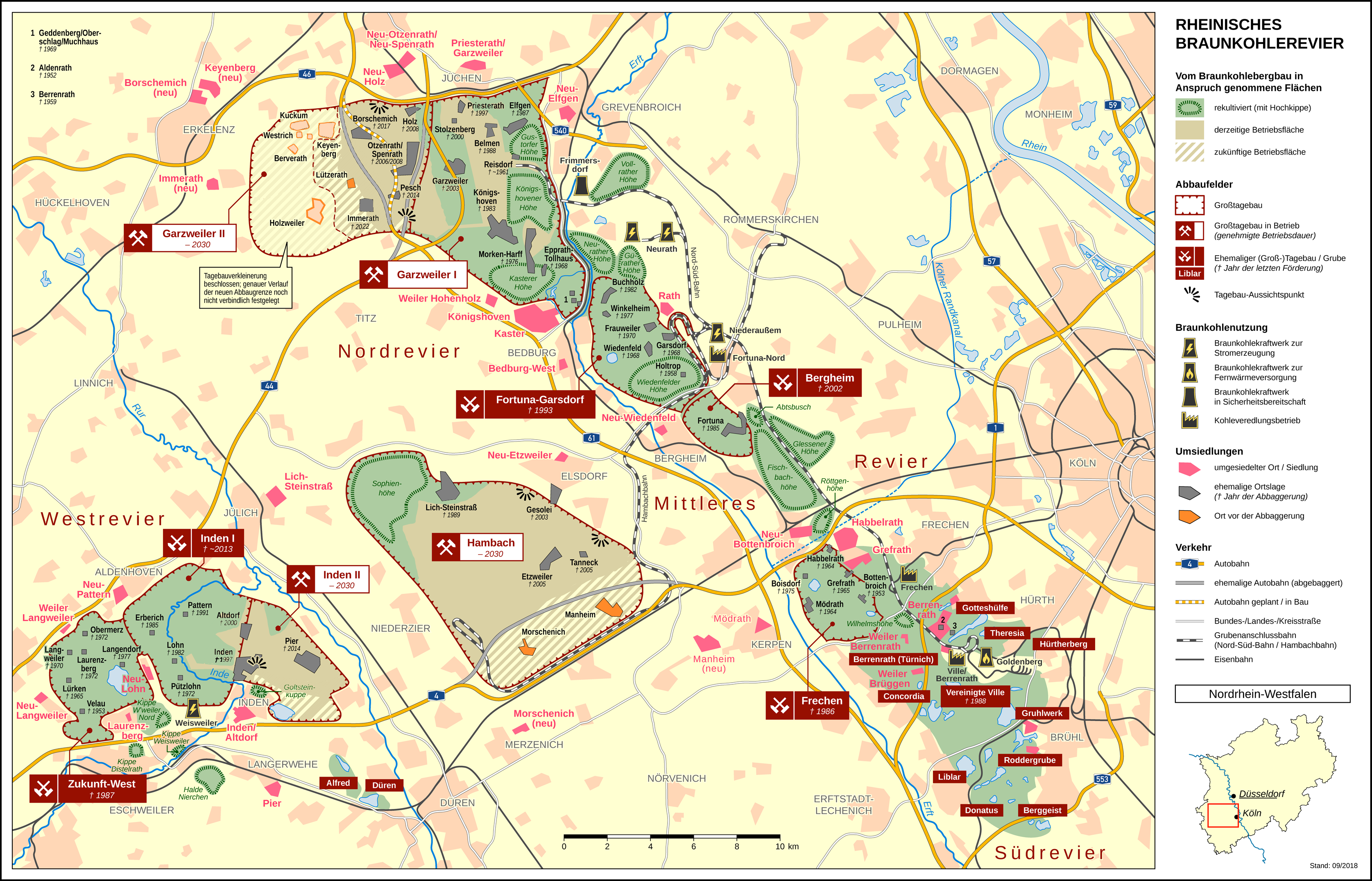
Rheinisches Braunkohlerevier

Der Tagebau wurde 1914/15 von der Betriebsgesellschaft Roddergrube aufgeschlossen. Bei dem Feld handelte sich um das im Norden an das ausgedehnte Konzessionsgelände der Grube Vereinigte Ville angrenzende Feld, wo seit 1901 Braunkohle abgebaut wurde.
Mit einer Flözstärke von ca. 38–40 m bei nur 13–15 m Deckgebirge ergab sich ein günstiges Verhältnis von Kohle zu Abraum, was den Abbau sehr lohnend machte. Die gewonnene Kohle diente zur Versorgung nahegelegener Brikettfabriken, insbesondere der Brikettfabrik Berrenrath und der Brikettfabrik Vereinigte Ville sowie des Goldenberg-Kraftwerkes. Der Tagebau arbeitete in enger Abstimmung mit den benachbarten Gruben Götteshülfe und Hubertus, die ebenfalls der Roddergrube unterstanden. Frühere kleinere Gruben (Mylius, Koepps, Gertrud und Gerhard) gingen in den Tagebauen Berrenrath und Gotteshülfe/Theresia auf. (→ Hauptartikel Braunkohle in Hürth)
Die Förderung erfolgte zunächst – wie in der Region zu dieser Zeit üblich – mit einer Kettenbahn. Die im Norden gelegene Brikettfabrik Berrenrath wurde über einen Schrägaufzug versorgt, die Vereinigte Ville und die Goldenberg-Zentrale im Süden über eine 900 m lange Kettenbahnbrücke. Ab 1923 wurde die Kettenbahn-Förderung durch eine leistungsfähigere Förderung mit Großraumloren abgelöst. Die Loren wurden zunächst durch Dampflokomotiven, später – wegen der Feuergefahr – durch Elektroloks gezogen. 1928 wurde die Kettenbahn stillgelegt.
Ab 1928 bis zu ihrer Zerstörung 1944 belieferte die Grube Berrenrath auch die Brikettfabrik der Ribbert Werke in Hermülheim, die bis dahin von der Grube Engelbert versorgt worden war. Nach der Auskohlung des Feldes war die Fabrik auch von der Roddergrube übernommen worden. Der Transport der Rohkohle erfolgte über eine Seilbahn über Alt-Hürth hinweg. Die übrigen Fabriken wurden aus den Gruben mit einer den Abbauzonen folgenden Schmalspurkohlenbahn versorgt, deren Großraumwagen auch über die Schrägaufzüge, die die Kettenbahnen ersetzten, aus den Gruben herausgeführt wurden.
In den 1930er-Jahren übernahm die Roddergrube auch die benachbarte Grube Friedrich Maximilian und baute diese zu einem modernen Tagebaubetrieb, genannt Berrenrath-West, aus. 1956 wuchsen die beiden Tagebaue zusammen.
Der Absatz der Fabriken, Briketts und Staubkohle, gelangte über die Villebahn zum Hafen in Wesseling. Mit vorbehandelter Kohle wurde auch das Hydrierwerk Wesseling versorgt.
Nach dem Zweiten Weltkrieg wurde die Förderung zunächst wieder voll aufgenommen. Die Absatzbedingungen für Briketts wurden aber immer schwieriger. Dies führte ab den 1960er-Jahren zu einer schrittweisen Drosselung der Förderung, da man die Kohle aus den Feldern auf der Ville wegen ihrer Reinheit vorrangig zur Brikettierung verwenden wollte. So wurde die Auskohlung bis zur schließlichen Stilllegung des Abbaubetriebes der Berrenrather Gruben, 1970, herausgezögert. Die Kraftwerke wurden mit Kesselkohle aus den nördlichen Tieftagebauen versorgt, die über die Nord-Süd-Bahn herangeführt wurden. Die Bahn durchschnitt den östlichen bereits ausgekohlten Teil des Tagebau Berrenrath auf einem hohen Damm.

### Rekultivierung

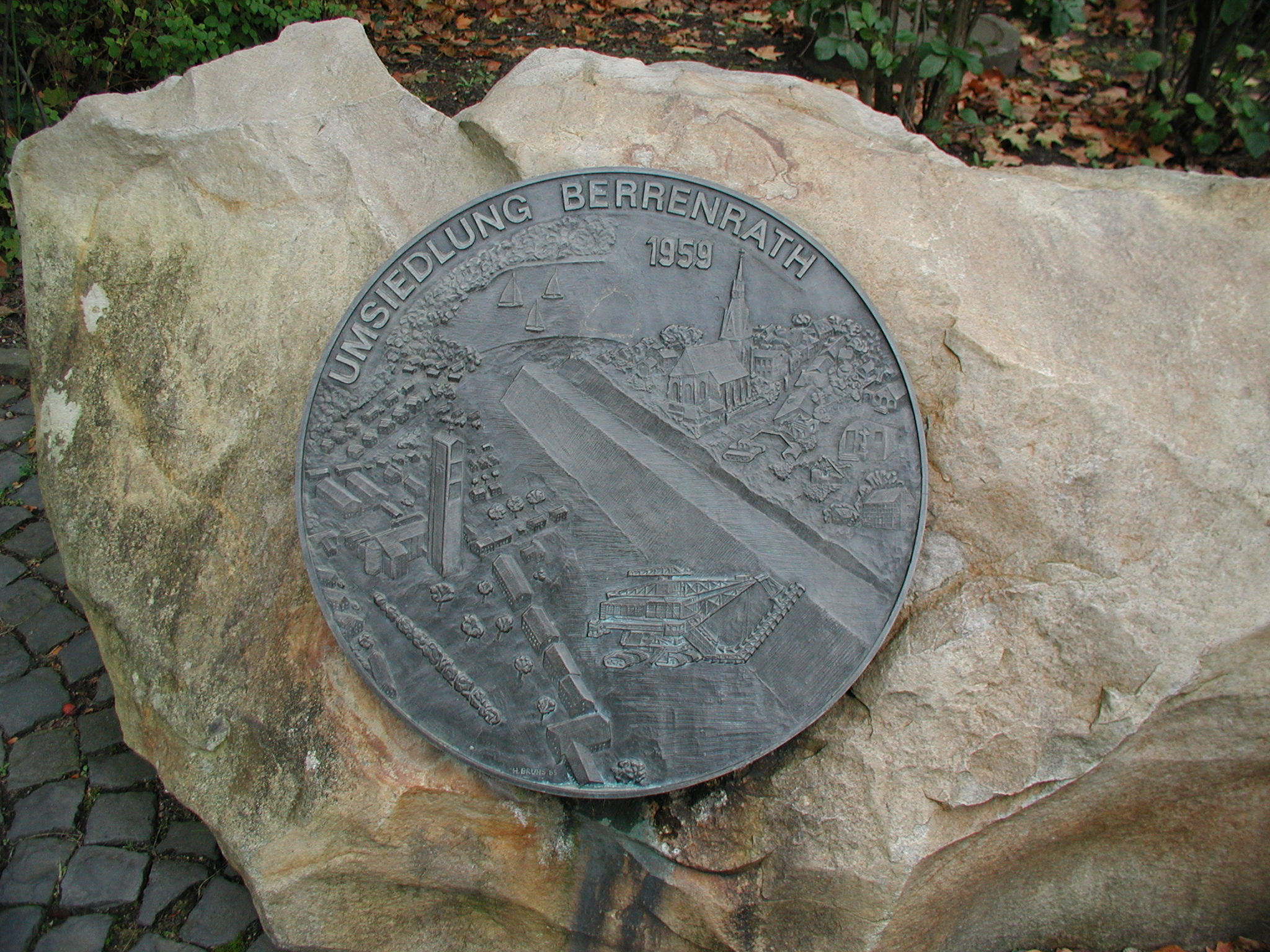
Gedenktafel zur Umsiedelung Berrenraths 1959

Die Tagebaue Berrenrath und Berrenrath-West (ehemals Friedrich Maximilian) mit ihren Abraumkippen wurden ab Mitte der 1960er-Jahre unter Leitung von Gerhard Olschowy rekultiviert und in die Kulturlandschaft Berrenrather Börde umgewandelt, welche lange als Musterbeispiel einer landwirtschaftlichen Tagebaurekultivierung galt. Mitten in dieser Börde liegt der Weiler Berrenrath, mit einigen umgesiedelten Bauern aus den nördlichen Tieftagebauen.

## Umsiedlungen
Jenseits des Nord-Süd-Bahn-Dammes liegt in einem Randteil der Gruben Berrenrath und Gotteshülfe der in den 1950er Jahren geschlossen umgesiedelte Ort Berrenrath, der keine landwirtschaftlichen Betriebe mehr aufweist. Weitere abgebaggerte Weiler sind Ursfeld (1936), Aldenrath (1936) und Zieskoven. Die wenigen Bewohner siedelten meist nach Gleuel. Die Bergbausiedlung in Balkhausen wurden innerhalb Balkhausens umgesetzt.